# Thomisus citrinellus
Thomisus citrinellus là một loài nhện trong họ Thomisidae.
Loài này thuộc chi Thomisus. Thomisus citrinellus được Eugène Simon miêu tả năm 1875.